# Agave fortiflora
Espèce
Statut de conservation UICN

PEWB2ab(iii) : Peut-être éteint à l'état sauvage
Agave fortiflora est une espèce de plantes du genre Agave.